# Helling van Kraai
De Helling van Kraai is een heuvel in de Vlaamse Ardennen en het Pays des Collines gelegen in de omgeving van Ronse. De linkerhelft van de helling ligt in Rozenaken (Russeignies) in Henegouwen, de rechterhelft ligt in de Belgische provincie Oost-Vlaanderen . De helling wordt ook wel Lait Battu of Karnemelkbeek genoemd, naar de gelijknamige straatnaam. Bovenaan de helling ligt (op Waals grondgebied) (tussen Kluisbos en Heynsdalebos) een loofbos met voorjaarsbloeiers, dat Europees beschermd is als onderdeel van Natura 2000-gebied 'Pays des Collines'.

## Wielrennen
De helling is eenmaal opgenomen in Omloop Het Volk, in 1990. Daar werd de helling in het wedstrijdboek aangeduid als Kallenberg. In 2014 is ze opgenomen in de E3 Prijs Harelbeke waar ze wordt aangeduid als Karnemelkbeekstraat. Sinds 2019 staat er een bordje bij het begin met de tekst "E3-col".
De helling is ook bekend uit onder andere De Reuzen van Vlaanderen, een parcours voor wielertoeristen en ze geldt als een van de zwaardere hellingen in de Vlaamse Ardennen.
De helling zit ook in de recreatieve fietsroutes LF Vlaanderenroute en LF Heuvelroute.

## Afbeeldingen

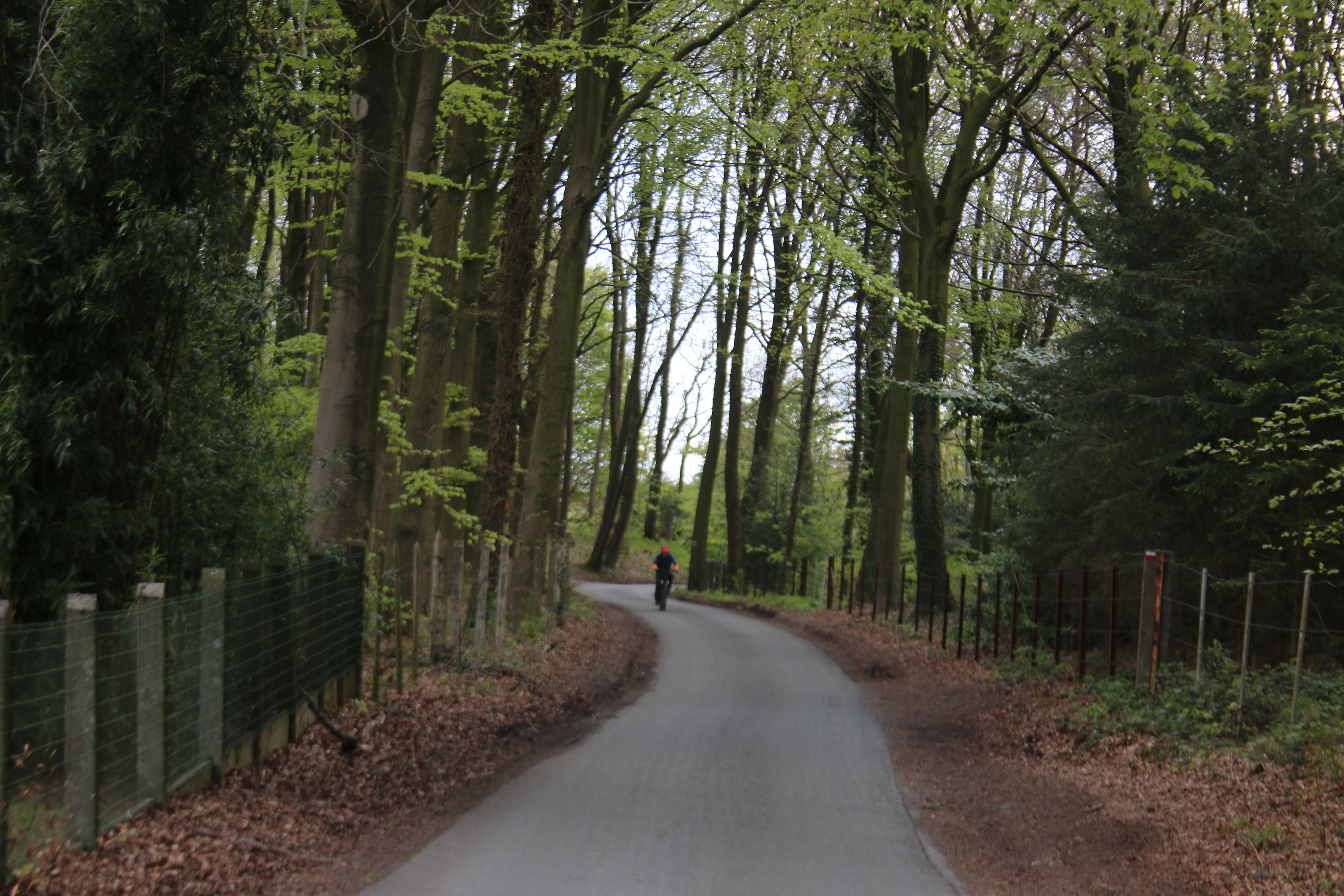
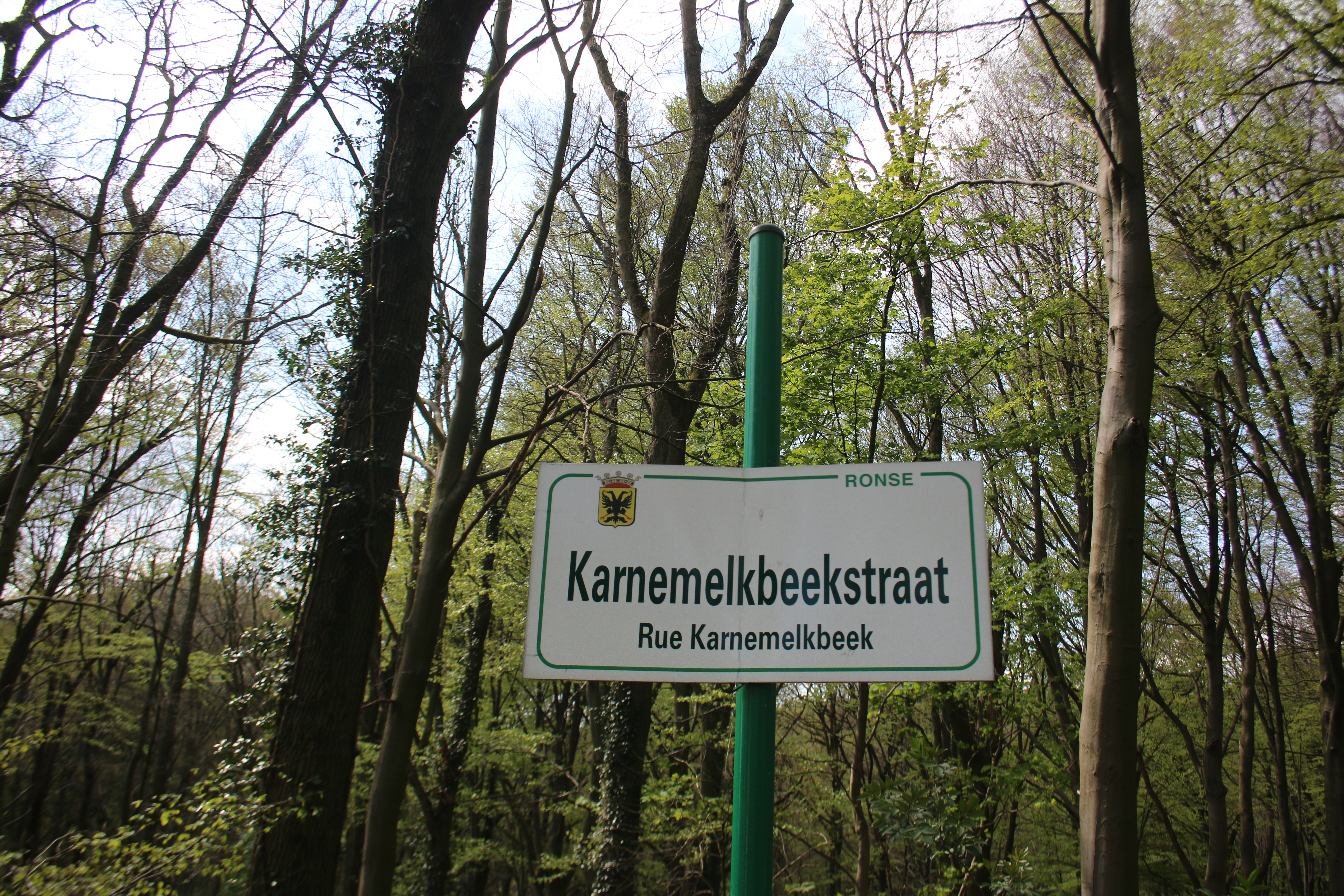
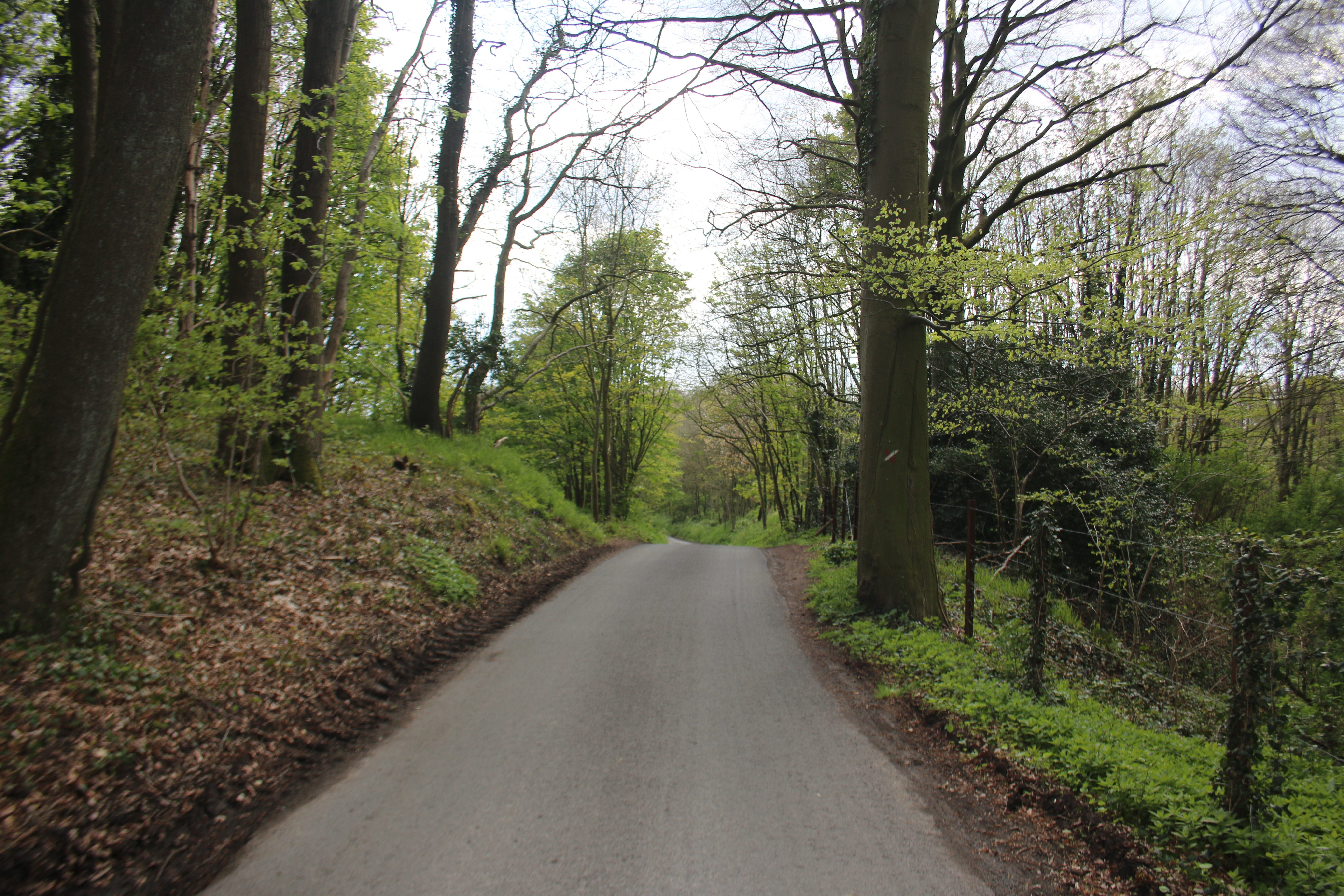